# Mélanie Cohl
Pour les articles homonymes, voir Cohl.
Mélanie Cohl, de son vrai nom Mélanie Picron, est une chanteuse belge née le 4 janvier 1982 à Tournai.

## Biographie
Mélanie Cohl apprend à jouer du violon dès l'âge de cinq ans, puis elle s'inscrit au Conservatoire de Tournai pour y suivre des cours de solfège, de violon, de diction et de déclamation. Elle commence sa carrière petite fille sous le pseudonyme Kelly Logan et concourt dans de nombreuses compétitions pour être remarquée. Âgée de dix ans, la chanteuse participe à l'émission télévisée de la RTBF Jeunes Solistes, catégorie chant. La même année, son single Chante avec nous est édité.
Le 29 novembre 1995, elle participe au Club Dorothée en chantant Mademoiselle chante le blues de Patricia Kaas lors de la séquence Chacun sa chance. Elle en sort vainqueur,,.
L'interprète remporte l'émission Pour la gloire en 1997 dans la catégorie « Juniors ». Son interprétation de Ne partez pas sans moi est gravée sur la compilation Pour la gloire - Les finalistes '97. Philippe Swan la remarque et ils entrent en contact. Il lui propose de prendre Mélanie Cohl comme nom de scène et lui écrit son premier single, Dis oui. Lors de la sélection nationale au Concours Eurovision de la chanson 1998, ce titre est choisi pour représenter la Belgique avec 15 424 votes sur un total de plus de 44 000 appels. À Birmingham, elle obtient la 6e place sur 25 participants. Dis oui est certifié double disque de platine. Elle se place no 2 en Belgique francophone  et no 13 en Flandre. Les ventes montent à près de 50 000 exemplaires. À la suite du Concours Eurovision, Mélanie Cohl entretient une relation épistolaire avec le chypriote Michális Chatzigiánnis durant un an.
Elle sort alors un album intitulé Mes Îles, écrit, composé et réalisé par son mentor, Philippe Swan,. De ce disque, sortent plusieurs singles dont Je rêve de vous, Je saurai t'aimer, Pardonnez-moi.
Selon Émile Henceval dans son ouvrage Musique-musiques 1998 : chronique de la vie musicale en Wallonie et à Bruxelles, « si, de 98, il ne fallait retenir plus particulièrement que deux ou trois noms, jusqu'alors pratiquement inconnus, qui ont véritablement marqué cette année, ce sont vraisemblablement ceux de William Dunker, Starflam et Mélanie Cohl. »
Connu pour sa rubrique hebdomadaire Chart Beat du magazine Billboard et plus tard pour son rôle dans American Idol, le journaliste américain Fred Bronson (en) classe Mes Îles à la deuxième place des meilleurs albums de l'année 1998, après Cruel Summer d'Ace of Base. Il décrit Mélanie Cohl comme « une écolière de 16 ans a[yant] ce qu'il faut pour être une superstar mondiale. » Dans le même numéro, Gene Sculatti (en) place Dis oui à la 5e position des meilleures sorties de l'année et la qualifie de meilleure ballad. Fred Bronson ajoute qu'il s'agit de son single préféré.
Elle est retenue par les studios Disney pour interpréter la bande originale du long métrage Mulan. Qui je suis vraiment est l'adaptation française par Philippe Swan du titre Reflection de Christina Aguilera. Elle est diffusée dans les cinémas de France, Belgique et Pays-Bas. Le titre atteint la 15e place du classement belge francophone et la 77e place en France.
Mélanie Cohl intègre en septembre 2002 la troupe Les Demoiselles de Rochefort où elle interprète Solange, l'un des rôles principaux. Comédie musicale mise en scène par Redha d'après le film homonyme de Jacques Demy, la première a lieu le 16 septembre 2003 au Zénith de Lille. Du 26 septembre au 30 décembre 2003, Les Demoiselles de Rochefort sont sur la scène du Palais des congrès de Paris,,.
La Chanson des jumelles de Frédérica Sorel et Mélanie Cohl atteint la 24e place du classement français et la 30e place du classement belge des meilleures ventes. Distribué par Universal Music, un album en est extrait. TF1 Vidéo édite un DVD.
Le disque Le meilleur de Mélanie Cohl sort en 2003.
En 2005, elle participe à une tournée en Belgique avec la loterie nationale. Ce sont ses dernières représentations chantées en tant que professionnelle. Elle est alors enceinte de son premier enfant. La même année, la Tournaisienne fait partie du jury des présélections du Concours Eurovision de la chanson junior : EuroKids. Le titre Une Fille ordinaire est écrit pour l'occasion. Il est gravé sur la compilation Eurokids & Karaoke Cd. Elle est à nouveau membre d'un jury plus tard dans l'année, celui de l'émission télévisée Ils sont fous ces Wallons !. En 2006, Mélanie Cohl reçoit la proposition d’incarner Juliette Capulet lors de la deuxième saison de Roméo et Juliette, de la haine à l'amour.

« Mon fils venait d’avoir un an. Je devais partir en tournée en Asie. On m’a dit soit tu viens sans ton fils, soit tu ne viens pas. […] Cela m’a coupé l’envie de chanter. J’ai été déçue, mais avec le recul, je ne regrette pas. Je n’aurais voulu rater pour rien au monde les premiers pas de mon fils. »

— Mélanie Cohl
À la suite de cet événement, elle abandonne définitivement sa carrière.
Elle est mère de deux garçons : Néo, né le 21 décembre 2005 et Eos, né le 20 juillet 2008. Mélanie se marie en juillet 2011. Cependant, dans le courant de l'année 2013 et à la suite d'encouragements, elle tente sa chance pour la 3e saison de The Voice en France avec La mémoire d'Abraham de Céline Dion mais n'est pas retenue au casting.[réf. nécessaire]

## Discographie

### Singles classés
- Dis oui, label AMC, chanson représentant la Belgique à l'Eurovision 1998, le titre a été repris ensuite par Magalie Vaé.
- Qui je suis vraiment, label Sony, BO du film d'animation Mulan.
- Chanson des jumelles, label Universal, en duo avec Frédérica Sorel, extrait de la comédie musicale Les Demoiselles de Rochefort.

### Traductions
1. ↑  (en) « Sixteen-year-old schoolgirl has what it takes to be worldwide superstar. »